# Uranus-Orbiter
Ein Uranus-Orbiter wäre eine Raumsonde, die den Planeten Uranus umkreist. Es wurden verschiedene Studien zur Machbarkeit einer solche Raumfahrtmission durchgeführt und entsprechende Missionskonzepte veröffentlicht. Einige davon schlagen auch eine zusätzliche Atmosphärensonde vor.

## Hintergrund

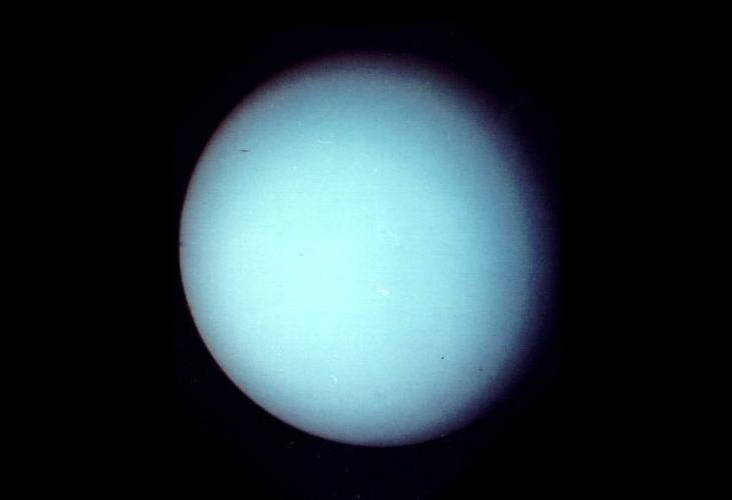
Bild des Uranus, aufgenommen von der Sonde Voyager 2

Es wurden bereits alle Planeten des Sonnensystems von Raumsonden besucht, doch die äußersten Planeten Uranus und Neptun wurden bisher nur von Voyager 2 im Vorbeiflug erforscht, weshalb es schon seit Längerem Studien zu möglichen weiteren Missionen zu diesen Planeten gibt. Wegen der noch größeren Entfernung des Neptuns konzentrieren sich die meisten Konzepte auf den Uranus. Mithilfe des neuen Space Launch Systems der NASA wären deutlich kürzere Flugzeiten ohne Swing-by-Manöver möglich. Es gibt noch einige offene Fragen zum Uranus; beispielsweise hat er vier magnetische Pole, ist um fast 90° geneigt und strahlt deutlich weniger Wärme ab als derzeit zu erklären ist.

## Verschiedene Konzepte

### Uranus Orbiter and Probe
Ein erstes Konzept der NASA im Rahmen des Flagship-Programms konzentrierte sich auf eine Sonde, die in den 2020er Jahren zu Uranus aufgebrochen wäre. Die NASA zog hierbei drei verschiedene Missionskonzepte in Betracht.
|          | Flyby und Atmosphärensonde                                                                    | Orbiter mit Atmosphärensonde                     | Orbiter                                     |
| -------- | --------------------------------------------------------------------------------------------- | ------------------------------------------------ | ------------------------------------------- |
| Ziele    | Innerer Aufbau                                                                                | Innerer Aufbau, Monde, Ringsystem, Magnetosphäre | Innerer Aufbau, Monde, Ringe, Magnetosphäre |
| Flugzeit | 10 Jahre                                                                                      | 15 Jahre                                         | 15 Jahre                                    |
| Antrieb  | Solarelektrischer Antrieb im inneren Sonnensystem, chemischer Antrieb im äußeren Sonnensystem | Chemischer Antrieb                               | Chemischer Antrieb                          |

### Oceanus
Die Oceanus-Mission wurde nicht im Rahmen des Flagship-Programms, sondern des günstigeren New-Frontiers-Programms vorgeschlagen. Die Mission würde Swing-by-Manöver an Venus, Erde und Jupiter durchführen. Die wissenschaftliche Erforschung würde mindestens 14 Umläufe dauern. An Bord der Sonde wären unter anderem ein Magnetometer und eine Atmosphärensonde. Bei einem Start im Jahr 2023 als fünfte des New-Frontiers-Programms hätte die Sonde 2041 in eine hochelliptische Umlaufbahn um Uranus einschwenken können.

### MUSE
MUSE war ein Vorschlag der ESA für eine Mission zum Uranus. Es war vorgeschlagen, die Sonde 2026 mit einer Ariane 6 zu starten. Nach einer 16,5-jährigen Reise hätte MUSE den Planeten erreicht. 2044 wäre dann eine Atmosphärensonde in seine Atmosphäre eingetaucht. Zwei Jahre lang sollte MUSE den Uranus auf einer polaren elliptischen Umlaufbahn untersuchen und danach für drei Jahre auf eine Umlaufbahn kommen, die die Sonde an den größten Uranusmonden Miranda, Ariel, Umbriel, Titania und Oberon vorbeigeführt hätte.

### Uranus Pathfinder
Uranus Pathfinder war ein Konzept, in dem NASA und ESA kooperieren. Die Sonde wäre im Januar 2025 gestartet und hätte 2037 den Uranus erreicht. Die wissenschaftlichen Instrumente an Bord der Sonde wären vor allem europäischer Herkunft gewesen, darunter wären ein Spektrometer, ein Magnetometer und ein Plasmawellendetektor. Bei der Ankunft am Uranus sollte Pathfinder in eine polare Umlaufbahn mit sehr planetennaher Periapsis einschwenken.

### ODINUS
ODINUS ist ein Konzept der ESA zur Erforschung der Planeten Uranus und Neptun. Die Sonde soll aus zwei Einzelsonden bestehen, die sich trennen und von denen eine zum Uranus und eine weiter zum Neptun fliegt. ODINUS wurde von der ESA im Rahmen des Cosmic-vision-Programms entwickelt und könnte – falls ausgewählt – beispielsweise im Jahr 2034 starten. ODINUS soll eine Kamera an Bord haben und die Eisriesen mit ähnlicher Genauigkeit kartieren wie Jupiter und Saturn. Ein Magnetometer und ein Massenspektrometer sollen auch an Bord sein. Möglicherweise würden auch ein Beschleunigungssensor und einige andere Instrumente an Bord sein. Auch die Monde der Eisriesen sollen detailliert kartiert und erforscht werden.

## NASA-Diskurs seit den 2010er-Jahren
Die NASA hatte das Jet Propulsion Laboratory beauftragt, eine Flagship-Mission zum Planeten Uranus zu entwickeln, und Finanzmittel zur weiteren Konkretisierung zur Verfügung gestellt. Vorrang im Flagship-Programm hatten jedoch die Mars 2020 Rover Mission und der Europa Clipper. Im April 2022 wurde der NASA durch die National Academies of Sciences, Engineering, and Medicine, einer Dachorganisation US-amerikanischer Wissenschaftsakademien, empfohlen, im Rahmen ihres Flagship-Programms einem Uranus-Orbiter für die Jahre 2023 bis 2032 die höchste Priorität zu geben.